# Annunciazione (Pozzoserrato)
L'Annunciazione è un dipinto a olio su tavola di Ludovico Pozzoserrato, conservato nel Duomo della città di Conegliano.

## Descrizione
Questo dipinto raffigura un cielo di angeli musicanti con al centro lo Spirito Santo in forma di colomba, l'Arcangelo Gabriele entra in scena da sinistra, ad annunciare la lieta notizia alla Vergine Maria, inginocchiata a destra davanti a un leggio, nell'atto di reagire tenendo la mano sinistra vicino al cuore; fra le due figure si apre uno sfondo nel quale si può riconoscere, abbracciato dal contorno sfumato dell'arco prealpino, un paesaggio collinare che richiama il coneglianese.